# David Kelly (aktor)
David Kelly (ur. 11 lipca 1929 w Dublinie, zm. 12 lutego 2012 tamże) – irlandzki aktor filmowy, telewizyjny, teatralny i radiowy. Wystąpił w roli dziadka Joe w filmie Charlie i fabryka czekolady.

## Filmografia

### Filmy
- 1956: Niewłaściwy człowiek jako policjant
- 1969: Włoska robota jako wikariusz (scena pogrzebowa)
- 1970: Ucieczka McKenzie jako adiutant (niewymieniony w czołówce)
- 1982: Dzwonnik z Notre Dame jako właściciel tawerny
- 1983: Człowiek zagadka jako Cameron
- 1986: Piraci jako chirurg statku
- 2000: Zielone kraty jako Fergus Wilks
- 2000: Przyzwoity przestępca jako ojciec Grogan
- 2001: Mecz ostatniej szansy jako doktor
- 2004: Mleczarz jako Paddy O’Flanagan
- 2004: Pozew o miłość jako kapłan / Michael
- 2004: Agent Cody Banks 2: Cel Londyn jako Trival Jenkins
- 2005: Charlie i fabryka czekolady jako dziadek Joe
- 2007: Gwiezdny pył jako strażnik przy ścianie

### Seriale TV
- 1975: Hotel Zacisze jako O’Reilly
- 1998: Ballykissangel jako pan O’Reilly